# Owadożerne
Owadożerne (Insectivora) – niewielkie ssaki łożyskowe o prymitywnej budowie, żywiące się głównie owadami. Zasiedlają licznie wszystkie kontynenty z wyjątkiem Australii i Antarktydy. Prowadzą podziemny lub naziemny tryb życia.

## Cechy charakterystyczne
Ssaki zaliczane do owadożernych charakteryzują się najbardziej prymitywną wśród łożyskowców budową ciała. Mają małą puszkę mózgową i małe, gładkie półkule mózgu, słabo zróżnicowane uzębienie, zęby z ostrymi guzkami. Długość ciała (bez ogona) mieści się w przedziale od kilku do ok. 50 cm. Głowa jest wydłużona, zakończona ruchliwym ryjkiem. Kończyny krótkie, z palcami wyposażonymi w pazury.
Większość owadożernych żywi się głównie owadami i ich larwami, przez co uważane są przez człowieka za pożyteczne dla jego gospodarki – wyjadają duże ilości szkodników upraw. Oprócz owadów zjadają też inne pokarmy pochodzenia zwierzęcego i roślinnego.

## Taksonomia
Klasyfikacja biologiczna owadożernych ulegała wielu zmianom na przestrzeni ostatnich kilkudziesięciu lat i nadal jest przedmiotem dyskusji.
W tradycyjnej systematyce fenetycznej owadożerne sklasyfikowane zostały przez Bowdicha (1821) w randze rzędu Insectivora obejmującego (po rewizji Wagnera w 1855) rodziny:
- almikowate (Solenodontidae)
- ryjówkowate (Soricidae)
- kretowate (Talpidae)
- jeżowate (Erinaceidae)
- tenrekowate (Tenrecidae)
- złotokrety (Chrysochloridae)
- ryjkonosy (Macroscelidea)
- wiewióreczniki (Scandentia)
- lotokotowate (Cynocephalidae)
- †Nesophontidae

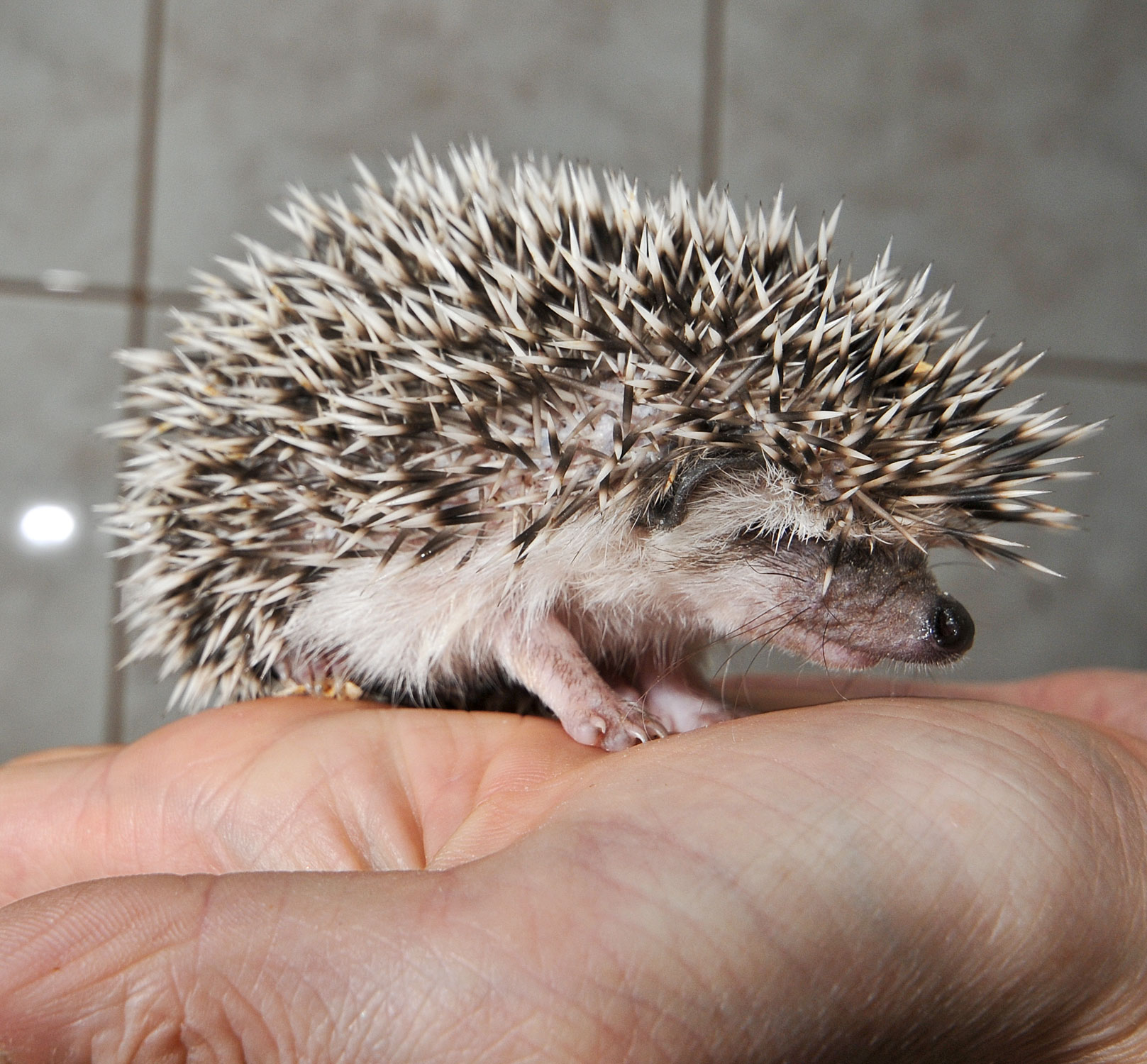
Jeż białobrzuchy (Atelerix albiventris)

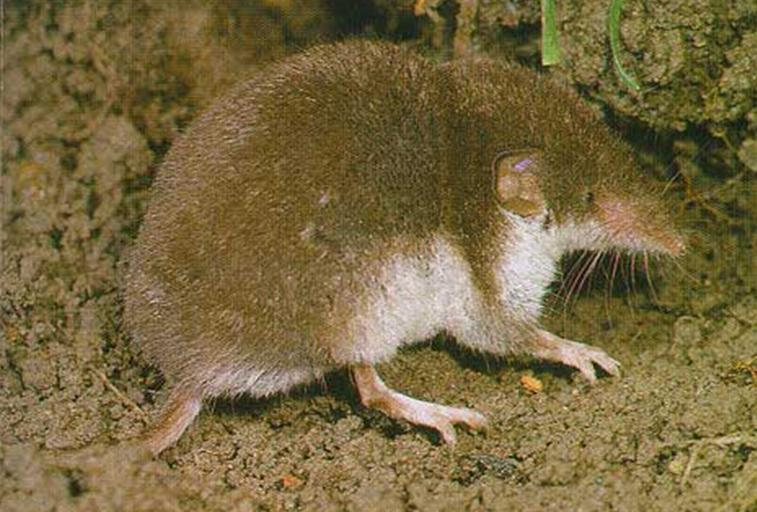
Zębiełek białawy (Crocidura leucodon)

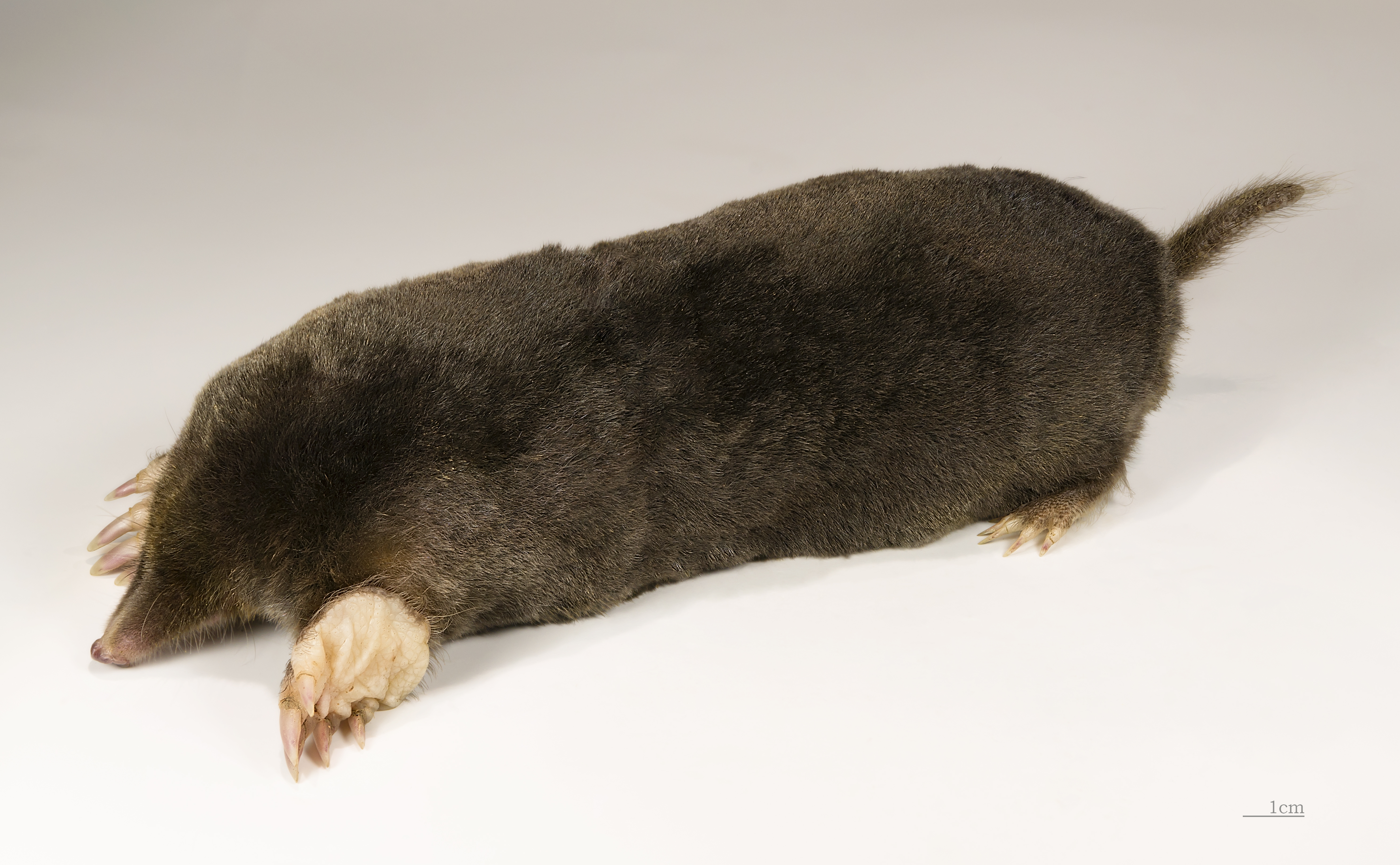
Kret europejski (Talpa europaea)

W 1975 McKenna wyróżnił w Insectivora dwa rzędy: Erinaceomorpha – obejmujący jedynie rodzinę jeżowatych – i Soricomorpha z rodzinami Talpidae, Nesophontidae, Soricidae, Solenodontidae, Tenrecidae i Chrysochloridae. Insectivora klasyfikowane było w randze wyższej od rzędu, różnie nazywane przez autorów. Ryjkonosy, lotokotowate i wiewióreczniki umieszczono w odrębnych rzędach na podstawie różnic morfologicznych. Pozostałe rodziny miały tworzyć klad Lipotyphla, jednak analiza sekwencji mtDNA wykazała, że tak rozumiane owadożerne nie są grupą monofiletyczną. Dalsze badania przeprowadzone na szerszej grupie gatunków wykazały, że tenrekowate i złotokrety również powinny być wyodrębnione (jako Afrosoricida). Pozostałe rodziny (almikowate, Nesophontidae, kretowate, ryjówkowate i jeżowate) zaliczono do rzędu Eulipotyphla Waddell, Okada & Hasegawa, 1999, rozumianego jako "owadożerne". Nadal jednak istnieją wątpliwości, co do pozycji systematycznej rodzin Nesophontidae i Solenodontidae. Wilson i Reeder w edycji 2005 Mammal Species of the World przyjęli następujący podział z zastrzeżeniem, że oczekiwane są dalsze zmiany:
Eulipotyhla
- Erinaceomorpha – jeżokształtne
  - Erinaceidae – jeżowate
- Soricomorpha – ryjówkoksztaltne 
  - †Nesophontidae
  - Solenodontidae – almikowate
  - Soricidae – ryjówkowate
  - Talpidae – kretowate